# Матфей (князь псковский)
Матфей (?-ок.1377) — князь Псковский до 1377 года, известный по единственному летописному упоминанию. Его происхождение неизвестно.

## Биография
Единственное упоминание о Матфее относится к 1377 году, когда его имя упоминается наряду с именами Дмитрия Ивановича Донского и Григория Евстафьевича, сына Евстафия Изборского, в связи со строительством новой стены, защищающей Псков. Так это описывает Первая Псковская летопись:
Въ лѣто ҂swпг(1377). При велицѣмъ князи Дмитреи, а при Псковскомъ князи Матѳеи, при посаднике Григорьи Остафьевичѣ, Псковичи заложиша четвертую стѣну, плитяну, отъ Псковы рѣки до Великой рѣки, подлѣ старой стѣнкѣ, что была ту стѣнка съ дубомъ мало выше мужа, около всего посада.Псковская первая летопись
Таким же образом выглядит сообщение Третьей Псковской летописи:
Въ лѣто ҂swпг(1377). Въ лѣта великого князя Дмитрiа, и Псковского князя Матѳѣя, и посадника Григорiя Остафьинича, Псковичи заложиша четвертую стѣну камену отъ Псковы до Великыа рѣки, по старой стѣнѣ; понеже была старая стѣнка сдѣлана съ дубомъ, мало узвышь мужа, около всего посада.Третья Псковская летопись
Из этих фрагментов летописей можно заключить, что псковичи, как и их соседи новгородцы, признавали верховную власть великого князя Дмитрия Ивановича Донского. Таким образом, не исключено, что и сам князь Матфей являлся его наместником. Подобное предположение выдвигалось в работе Н. А. Петровой «Псковская земля в системе государственных образований Восточной Европы. Последняя треть XIII—XIV вв».
Летописец сообщает о строительстве многих церквей в период с 1373 по 1376 годы, так что при подтверждении предположения о княжении Матфея в этот период можно говорить о строительстве следующих храмов:
1. В 1372 году. Каменная церковь святого Георгия на болоте (в Застенье) — упразднена после большого пожара в 1788 году[5].
2. В 1373 году. Каменная церковь святого Николы у Вопоки (со Усохи) — существует до сих пор, внесена в список всемирного наследия ЮНЕСКО.
3. В 1375 году. Каменная церковь святых апостолов Петра и Павла с Буя — в 1932 году храм был упразднён советской властью, ныне трудами Сергия Лефинцева полностью восстановлен.
4. В 1375 году. Каменная церковь святого Власия (у Старого Костра) — время исчезновения неизвестно[6].
5. В 1375 году. Церковь святого Кирилла у Смердья — построена знаменитым мастером Кириллом в своё имя. К 1693 году церковь была упразднена[7].
6. В 1375 году. Церковь святого Тимофея (князя Довмонта) — возобновление церкви святого Тимофея Газского, построенной в 1268 году[8].

Александр Никитский упоминает Матфея в своей работе «Очеркъ внутренней исторiи Пскова», однако он считает упоминание его в качестве князя Пскова ошибкой, называя Григория Евстафьевича, сына Евстафия Изборского, настоящим князем, списывая это несоответствие на ошибку летописца:
Тамъ же: "при велицѣмъ князи Дмитреи, а при Псковскомъ князи Матѳеи, при посаднике Григорьи Остафьевичѣ"... Здѣсь очевидная ошибка, ибо Григорiй Остафьевичь въ послѣдствiи вездѣ называется княземъ, а не посадникомъ; но, такъ какъ и слово "посадникъ" въ лѣтописи стоитъ на своемъ мѣстѣ, то естественно предположить, что Матѳей былъ не князь, а посадникъ, то есть, лѣтопись нужно читать такъ: "а при Псковскомъ князи Григорьи Оставьевичѣ, при посадникѣ Матѳеи".А. И. Никитин, Очеркъ внутренней исторiи Пскова